# Homecoming: The Live Album
Homecoming: The Live Album (стилизовано как HΘMΣCΘMING: THE LIVE ALBUM; с англ. — «Возвращение домой») — пятый концертный альбом американской певицы Бейонсе, выпущенный 17 апреля 2019 года на лейблах Parkwood и Columbia. Концерт был записан во время выступления певицы на фестивале «Коачелла» в апреле 2018 года, которое вызвало восторженные отзывы критиков и некоторыми из них было даже названо «историческим». Помимо концертных записей, на альбоме есть два студийных бонус-трека: кавер-версия песни группы Maze «Before I Let Go» и «I Been On».
Релиз альбома сопровождал и релиз концертного фильма «Homecoming», который вышел в тот же день на стриминговый платформе Netflix.

## Предыстория и запись
4 января 2017 года Бейонсе была объявлена в качестве хедлайнера для апрельского фестиваля «Коачелла» 2017 года. Однако 23 февраля 2017 года она приняла решение отложить своё выступление до следующего года из-за опасений врача относительно её беременности близнецами (родившимися в июне 2017 года). Бейонсе стала первой черной женщиной-хедлайнером фестиваля. За свои почти двадцать лет существования у «Коачеллы» было только два других женских сольных хедлайнера: Леди Гага (которая заменила Бейонсе в 2017 году) и Бьорк (2002 и 2007). Еще до выступления Бейонсе за фестивалем 2018 года закрепилось прозвище «Beychella».
Для её выступлений 14 и 21 апреля 2018 года было привлечено более 100 танцоров. В программе также участвовали её сестра Соланж, её муж Джей Зи, а также её бывшие коллеги по гёрлз-бэнду Destiny’s Child Келли Роуленд и Мишель Уильямс. Она исполнила 26 песен. Всего концерт смотрели 125 000 зрителей, пришедших непосредственно на фестиваль, а также миллионы зрителей, наблюдавших его через прямую трансляцию на YouTube. Одними из главных вдохновителей концепции фестиваля стали Малкольм Икс и Нина Симон, также концерт был посвящён HBCU. Большую часть концерта отыграл марширующий оркестр в сопровождении танцовщиц-мажоректок. Оркестр исполнял композиции «Swag Surfin», «Broccoli», «Back That Thang Up», госпел, а также музыку в стиле гоу-гоу. Многие журналисты заметили, что одной из главных идей выступления стала концепция «чёрного феминизма». Бейонсе использовала фоном речь из выступления нигерийской писательницы Чимаманды Нгози Адичи из конференции TED. Также в издании Cosmopolitan посчитали привлечение чернокожих Соланж, Роуленд и Уильямс проявлением сестринства.

## Критический приём
| Совокупная оценка | Совокупная оценка |
| Источник          | Оценка            |
| ----------------- | ----------------- |
| Metacritic        | 98/100            |
| Оценки критиков   |                   |
| Источник          | Оценка            |
| AllMusic          | [ 12 ]            |
| HipHopDX          | 4.8/5             |
| Los Angeles Times | позитивная        |
| Pitchfork         | 9.3/10            |
| PopMatters        | 7/10              |
| Rolling Stone     | [ 17 ]            |

Homecoming: The Live Album получил широкое признание от музыкальных критиков. На портале Metacritic альбом имеет среднюю оценку 98 баллов, основанную на 5 рецензиях, и свидетельствующую о «всеобщем одобрении».
Сонайя Келли из Los Angeles Times назвала Homecoming: The Live Album «одним из величайших концертных альбомов когда-либо выпущенных», а Макида Истер добавила, что «альбом — это часть чёрной истории». Бернадетта Джакомаццо из HipHopDX назвала альбом «художественно-звуковым триумфом», а также возможным «культурным наследием», автор также заявляет, что Бейонсе «заставляет нас поверить, что она-таки является чёрным совершенством, а также свою аудиторию, что они также чёрное совершенство».
Пишущая для Rolling Stone Бриттани Спанос описала альбом как «триумфальный» и «внушающий благоговейный трепет». Она заметила, что альбом стал успешным сборником супер-хитов (переосмысленных, чтобы соответствовать общей атмосфере колледжа) из-за отсутствия связи с каким-либо конкретным альбомом. В обзоре для Pitchfork Даниэль Джексон описал альбом как «потрясающий», сохранивший дух выступления Бейонсе на фестивале, а также высоко оценил его внимание к чёрным артистам. Он написала, что выступление продемонстрировало Бейонсе на её вокальном и физическом пике. Он также отметил «блестящую» работу продюсеров, сделавших одним из самых важных альбомов для Бейонсе. Рецензент Neil Z. Yeung для портала AllMusic описал схожие чувства от альбома, заключая, что «Homecoming: The Live Album — это мастер-класс по техническому мастерству, развлечению и душевному содержанию. Примерив на себя образ чёрной Нефертити, Бейонсе властвовала над „Коачеллой“ в течение двух ночей, которые определили её карьеру».

### Награды
| Год  | Награда          | Категория   | Результат |
| ---- | ---------------- | ----------- | --------- |
| 2019 | BreakTudo Awards | Альбом года | Победа    |

## Коммерческий приём
Homecoming: The Live Album дебютировал на седьмой строчке альбомного чарта Billboard 200 с 38 000 учтёнными копиями (14 000 — чистые продажи), были учтены только два дня со дня релиза. Он стал уже восьмым топ-10-альбомом для Бейонсе. На следующей неделе он поднялся до пиковой четвёртой позиции с продажами более 58 000 (8 000 — чистыми).
После релиз альбома студийный трек «Before I Let Go» добрался до 17 места в чарте Hot R&B/Hip-Hop Songs, а также до 3 в чарте R&B Digital Song Sales. В чарте Billboard Hot 100 он достиг 65 места.

## Список композиций
Все авторы указаны на официальном сайте. Продюсерами всех песен стали Бейонсе и Дерек Дикси, кроме «Lift Every Voice and Sing», «So Much Damn Swag (Interlude)», «Bug a Boo Roll Call (Interlude)», «Lift Every Voice and Sing (Blue’s Version)» и бонус-треков («Before I Let Go» and «I Been On»), продюсеры которых не указаны.
| №                   | Название                                                        | Автор(ы) | Длительность |
| ------------------- | --------------------------------------------------------------- | --- | ------------ |
| 1.                  | «Welcome» (announced by Slater Thorpe)                          | Beyoncé Quincy Jones Charles Emanuel Smalls Michael Cooper Asheton Hogan Kendrick Lamar Duckworth Anthony Tiffith Michael Williams Shawn Carter Elbernita Clark Ernest Dion Wilson | 3:16         |
| 2.                  | «Crazy in Love»                                                 | Beyoncé S. Carter Richard Harrison Eugene Record Dwayne Carter Terius Gray Byron O. Thomas Timothy Mosley Sean Michael Anderson Stanley Kirk Burrell Ernest Clark James Johnson Alonzo Miller Marcos Palacios | 2:47         |
| 3.                  | «Freedom»                                                       | Jonathan Coffer Beyoncé Carla Williams Arrow Benjamin Duckworth Frank Tirado Alan Lomax John Lomax, Sr. Calvin Broadus Awood Johnson Craig Lawson Corey Miller | 1:54         |
| 4.                  | «Lift Every Voice and Sing»                                     | James Weldon Johnson | 2:09         |
| 5.                  | «Formation»                                                     | Beyoncé M. Williams Khalif Brown Hogan | 4:23         |
| 6.                  | «So Much Damn Swag» (interlude)                                 | Beyoncé | 0:59         |
| 7.                  | «Sorry»                                                         | Diana Gordon Sean "MeLo-X" Rhoden Beyoncé Scott Storch Robert Waller | 6:34         |
| 8.                  | «Kitty Kat»                                                     | Pharrell Williams S. Carter Beyoncé | 0:42         |
| 9.                  | «Bow Down»                                                      | Gordon Rhoden Beyoncé S. Carter Kirk Andre Bennett Miguel Collins Mike Dean Bobby Dixon Ebony Naomi Oshunrinde Jacques Webster Demacio Castellon Chris Godbey Leslie Jerome Harmon Garland Waverly Mosley, Jr. Mosley | 1:28         |
| 10.                 | «I Been On»                                                     | Beyoncé Jamal Jones Mosley Jonathan "Anonymous" Solonne-Myvett Theron Thomas Timothy Thomas Sonny Corey Uwaezuoke Craig Bazile Percy Miller Mia Young | 2:40         |
| 11.                 | «Drunk in Love»                                                 | S. Carter Rasool Díaz Noel Fisher Harmon Beyoncé Mosley Andre Proctor Brian Soko James Edward Fauntleroy II Godbey Miguel Jontel Pimentel Justin Timberlake James H. Shelton Alviticus Bryant Kevin Michael Erondu Michael Gordon Jared Rice Sedarius Spearman Keishaun Patrick Watts Amund Bjørklund Mikkel Eriksen Tor Hermansen Espen Lind Shaffer Smith                                                    | 4:14         |
| 12.                 | «Diva»                                                          | Shondrae Crawford Sean Garrett Hamler Beyoncé Aubrey Graham Anthony Palman Matthew Samuels Noah Shebib Odis Flores S. Carter Mosley | 2:46         |
| 13.                 | «Flawless" / "Feeling Myself»                                   | Beyoncé Chauncey Hollis Raymond Martin Rashad Muhammad Terius Nash Onika Maraj Solána Rowe Bennett Collins Dean Dixon Oshunrinde Webster Sharon Kaye Abshire Graham Bernard Joseph Gerard Shebib Marvin Thomas Justin Garner Antoine McColister William Roberts Nayvadius Wilburn M. Williams Jordan Carter Jordan Jenks Symere Woods Marquis King Manuel Alvarenga André Benjamin Patrick Brown Antwan Patton | 3:58         |
| 14.                 | «Top Off»                                                       | S. Carter Wilburn Denisia Andrews Brittany Coney Khaled Khaled Beyoncé Joe Zarillo | 1:23         |
| 15.                 | «7/11»                                                          | Adrian Bruesch Fisher Beyoncé Sidney Swift Graham Leland Tyler Wayne Wilburn | 3:04         |
| 16.                 | «Bug a Boo Roll Call» (interlude)                               | Beyoncé Burt Bacharach Jahron Brathwaite Ingrid Burley S. Carter Hal David Floyd Nathaniel Hills Khaled Ian Dench Eriksen Amanda Ghost Hermansen Makeba Riddick Chad Hugo P. Williams | 1:58         |
| 17.                 | «Party»                                                         | André Benjamin Jeffrey Bhasker Douglas Davis Beyoncé Dexter Mills Ricky Walters Kanye West | 3:48         |
| 18.                 | «Don’t Hurt Yourself»                                           | Jack White Beyoncé D. Gordon James Page Robert Plant John Paul Jones John Bonham | 4:17         |
| 19.                 | «I Care»                                                        | Bhasker Hugo Beyoncé | 4:09         |
| 20.                 | «Partition»                                                     | Dean Beyoncé Mosley Nash Timberlake Harmon Dwane Weir II | 2:19         |
| 21.                 | «Yoncé»                                                         | Dean Harmon Beyoncé Mosley Nash Timberlake | 1:08         |
| 22.                 | «Mi Gente» (при участии Джея Бальвина)                          | Ashadally Adam Beyoncé Mohombi Moupondo Nash José Alvaro Balvin Suarez Ramirez Echavarria Andrés Restrepo Willy William Sidney Brown Graham Shebib Jordan Ullman Weir Diaz Fisher Sia Furler Gregory Kurstin Proctor Soko | 2:57         |
| 23.                 | «Baby Boy»                                                      | S. Carter Sean Henriques Ini Kamoze Beyoncé Storch Waller Mario Antonio Dunwell Adidja Palmer Linton White Davis Quame Riley | 1:32         |
| 24.                 | «You Don’t Love Me (No, No, No)»                                | Euwart Asman Beckford Joshua Bishop Kelley Willie C. Cobbs Winston Delano Riley Ophlin Russell-Meyers | 1:12         |
| 25.                 | «Hold Up»                                                       | Thomas Wesley Pentz Ezra Koenig Beyoncé Emile Haynie Joshua Tillman Uzoechi Emenike Rhoden Doc Pomus Mort Shuman DeAndre Way Antonio Randolph Kelvin McConnell Brian Chase Karen Orzolek Nick Zinner | 0:46         |
| 26.                 | «Countdown»                                                     | Michael Bivins Ester Dean Julie Frost Beyoncé Cainon Lamb Nathan Morris Wanya Morris Nash Robert Shea Taylor Karl Rubin Brutus Rogét Chahayed Julian Gramma Shelley Massenburg-Smith Miles Parks McCollum | 1:43         |
| 27.                 | «Check on It»                                                   | Angela Beyince Kasseem Dean Hamler Beyoncé Stayve Thomas | 1:16         |
| 28.                 | «Déjà Vu» (при участии Jay-Z)                                   | S. Carter Rodney Jerkins Beyoncé Kellie Price Riddick Delisha Thomas John Webb, Jr. Fela Anikulapo Kuti Manu Dibango Thomas R. Brenneck Sean Combs Levar Coppin Michael Joseph Deller David Anthony Guy Deleno Matthews Leon Michels Gabriel Roth Homer Steinweiss Hamler P. Williams | 4:50         |
| 29.                 | «The Bzzzz Drumline» (interlude; announced by Slater Thorpe)    | Beyoncé Derek Dixie Bzzzz Drumline Harold Lilly, Jr. Elvis Williams Pastor Troy George Clinton Jr. Grace Cook Hazel Corey J. Johnson Marrico D. King Ralph Leverston Martin Wondosas Demetrius Hubert | 3:10         |
| 30.                 | «Run the World (Girls)»                                         | Beyoncé Nash Palmer Pentz David James Andrew Taylor Nick van de Wall Beyince Solange Knowles Jesse Rankins Eddie Smith III Jonathan Wells R.S. Taylor Jackie Jackson Michael Jackson | 3:53         |
| 31.                 | «Lose My Breath» (с Келли Роуленд с Мишель Уильямс)             | Beyoncé Fred Jerkins III Rowland LaShawn Daniels Michelle Williams R. Jerkins Hamler S. Carter Beyince Don Davis Patrick Denard Douthit Eddie C. Robinson | 1:31         |
| 32.                 | «Say My Name» (с Роуленд и Уильямс)                             | Beyoncé Jerkins III Rowland Daniels LaTavia Roberson LeToya Luckett R. Jerkins | 1:52         |
| 33.                 | «Soldier» (с Роуленд и Уильямс)                                 | Beyoncé Clifford Harris D. Carter Rowland Michelle Williams Harrison Dean Garrett Bobby Byrd S. Carter Justin Gregory Smith John Cocker Woodrow Cunningham Norman Durham Mikel Hooks Ronald Hudson Christopher Stainton Larry Troutman Roger Troutman Davis Donald Fletcher Weldon Parks | 2:11         |
| 34.                 | «Get Me Bodied»                                                 | Beyoncé K. Dean Hamler Beyoncé S. Knowles Riddick Jerome Temple Orville Erwin Hall Phillip Glen Price Chadron Moore Jasiel Robinson King Solomon Logan Harmon | 4:23         |
| 35.                 | «Single Ladies (Put a Ring on It)»                              | Thaddis Harrell Beyoncé Nash Christopher Stewart | 3:27         |
| 36.                 | «Lift Every Voice and Sing» (Blue's version; c Блю Айви Картер) | James Weldon Johnson | 1:42         |
| 37.                 | «Love on Top»                                                   | Beyoncé Nash R.S. Taylor Cooper | 3:47         |
| 38.                 | «Shining (Thank You)»                                           | Bacharach Brathwaite Burley S. Carter David Hills Khaled Beyoncé | 2:39         |
| 39.                 | «Before I Let Go» (бонусный трек)                               | Frankie Beverly Larry Blackmon Tomi Jenkins | 4:01         |
| 40.                 | «I Been On» (бонусный трек)                                     | Beyoncé Jamal Jones Timothy Mosley Jonathan "Anonymous" Solonne-Myvett Theron Thomas Timothy Thomas Sonny Corey Uwaezuoke | 2:25         |
| Общая длительность: | Общая длительность:                                             | Общая длительность: | 108:57       |

## Чарты
| Чарт (2019)                            | Высшая позиция |
| -------------------------------------- | -------------- |
| Австралия (ARIA)                       | 18             |
| Австрия (Ö3 Austria)                   | 46             |
| Бельгия/Фландрия (Ultratop)            | 7              |
| Бельгия/Валлония (Ultratop)            | 56             |
| Канада (Canadian Albums Chart)         | 7              |
| Дания (Hitlisten)                      | 11             |
| Нидерланды (Album Top 100)             | 9              |
| Финляндия (Suomen virallinen lista)    | 41             |
| Франция (SNEP)                         | 34             |
| Германия (Offizielle Top 100)          | 41             |
| Ирландия (IRMA)                        | 20             |
| Италия (FIMI)                          | 52             |
| Новая Зеландия (RMNZ)                  | 22             |
| Норвегия (VG-lista)                    | 18             |
| Шотландия (Scottish Albums Chart)      | 49             |
| Испания (PROMUSICAE)                   | 88             |
| Швеция (Sverigetopplistan)             | 33             |
| Швейцария (Schweizer Hitparade)        | 15             |
| Великобритания (UK Albums Chart)       | 25             |
| США (Billboard 200)                    | 4              |
| США (Billboard Top R&B/Hip-Hop Albums) | 2              |

## Сертификации и продажи
| Регион | Сертификация | Продажи |
| --- | ------------ | ------- |
| Бразилия (ABPD) | Золотой      | 20,000  |
| * Данные о продажах приведены только на основе сертификации. · ^ Данные о тиражах приведены только на основе сертификации. · Данные о продажах + прослушиваниях приведены только на основе сертификации. |              |         |